# Fageia amabilis
Fageia amabilis là một loài nhện trong họ Philodromidae.
Loài này thuộc chi Fageia. Fageia amabilis được Cândido Firmino de Mello-Leitão miêu tả năm 1929.